# ナイトショップいしづち
ナイトショップいしづちは、かつて株式会社ナイトショップまどかチェーンが西日本を中心に展開していた日本のボランタリー・チェーン方式のコンビニエンスストアチェーン。

## 概要
名称の由来は夜まで営業していることからナイトショップ、本部が愛媛県に存在したことから石鎚山のいしづちを繋げてナイトショップいしづちとなった。
愛媛県、石川県、福井県、近畿地方全府県、山陰両県、広島県、山口県、高知県、福岡県、大分県などに存在した。しかし、大手コンビニエンスストアが出店していき、2000年には56店舗と次第に減少していった。
「ナイトショップ」、「いしづち」と略されることもある。過去には営業本部である株式会社ナイトショップまどかチェーンが存在していたが、現在は廃業。現存する店舗は個人経営となっていて、愛媛県に2店舗、兵庫県に2店舗しか存在しない。
弁当を多く扱うことから、弁当屋と分類されることもある。
80年代、90年代には出店地域で店舗の看板などにも表記されているフクロウのキャラクターが登場するCMが放送された。
特徴として一部店舗はロゴのフクロウが違う店舗もある。

## 現存する店舗
- 徳森店（愛媛県大洲市徳森1381-1）
- 西条店（愛媛県西条市大町418-7）
- 伊丹店（兵庫県伊丹市森本二丁目202-1）

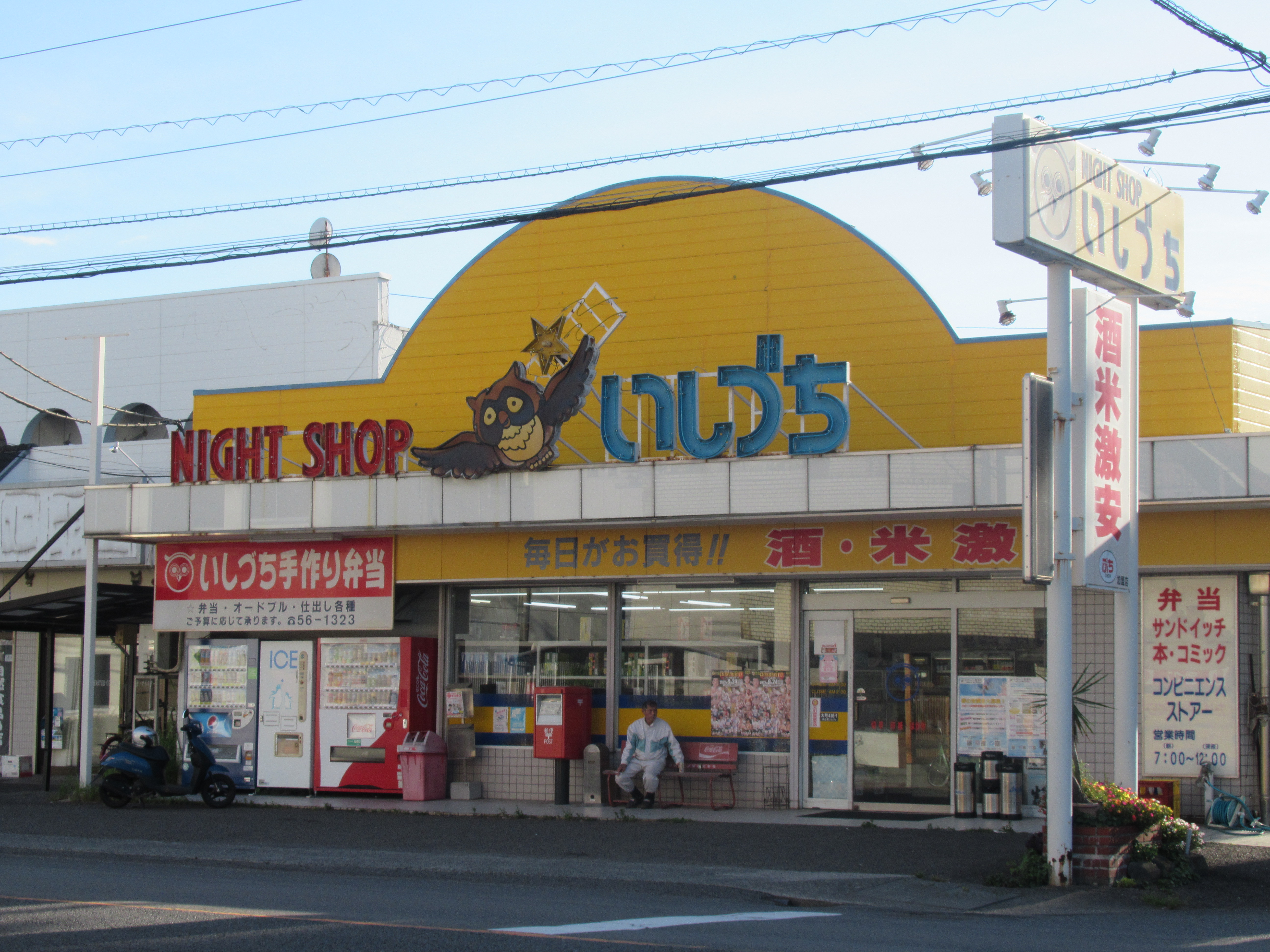
ナイトショップいしづち西条店

- 岸和田店（大阪府岸和田市並松町11-1) - 弁当の販売のみ
- べんとう屋いしづち(高知県宿毛市駅前町二丁目205) - 元宿毛店

## 沿革
- 1972年4月 - 菅只志が松山市道後樋又に長時間営業の食品・雑貨小売店を出店する。その後菅の知人などが同様の店を出店する[2]。
- 1975年 - 菅や菅の知人らの運営するナイトショップが15店に達する。この時点で任意団体のまどかグループを結成。情報交換で協力する[2]。
- 1978年12月 - 協同組合に改組。共同仕入れも始める。この時の店舗数は約30店[2]。
- 1979年11月 - 会社設立。目的は県外進出を図り本部組織を強化するため[2]。
- 1980年 - 福岡、広島、大阪に地区本部を設ける[2]。
- 1983年2月 - 社内報 ｢まどか情報いしづち｣ を発刊[2][3]。

## 店舗数
| 1975年        | 15店   |
| 1978年12月    | 約30店 |
| 1983年5月12日 | 177店  |
| 1989年10月    | 188店  |
| 1991年10月    | 191店  |

## かつて存在した店舗

### 愛媛県
- 城辺店
- 堀江店
- おしぶの森店
- 唐子店
- 石井店
- 味酒店
- 砥部店
- 東予店
- 東西条店
- 小松店
- 新居浜店
- 新居浜上部店
- 道後樋又店
- 松末店
- 久万ノ台店
- 郷本町店
- 土居店

### 和歌山県
- 有田店
- 築港店
- 和歌浦店
- 北島店
- 吉備店
- 湯浅店
- 箕島新町店
- 箕島店
- 新庄店
- 白浜店
- 九条店
- 和佐中店
- 名手店
- 御坊店
- 紀ノ川店
- 太田店
- 下津店
- 新宮駅前店
- 新宮店
- 勝浦店
- 串本店
- 海南店
- 元寺店

### 大阪府
- 東山店
- 久米田店
- 泉佐野店
- 泉南店
- 十三東店
- 十三店
- 樽井店
- 東山店
- 大和田店
- 鶴原店
- 平野西店
- 諏訪ノ森店
- 野崎店

### 福井県
- 御幸店
- 順化店
- 文京店
- 芦原店
- 春江店
- 鳥羽店

### 高知県
- 窪川店
- 宿毛店
- 中村店

### 奈良県
- 結崎店
- 大和郡山店
- 満月店
- 鈴鹿平田店

### 滋賀県
- 甲賀店
- 八日市店
- 日枝町店
- 守山店

### 京都府
- 東古森店
- 山城店

### 広島県
- 熊野店
- 尾道店
- 五日市店
- 三次店

### 島根県
- 益田店
- 大田店
- 出雲店
- 石見大田店
- 江津店
- 平田店

### 山口県
- 岩国店
- 徳山店